# Álmok otthona
Az Álmok otthona (eredeti cím: Dream House) 2011-ben bemutatott amerikai lélektani thriller, melyet David Loucka forgatókönyvéből Jim Sheridan rendezett. A film főszereplői Daniel Craig, Rachel Weisz, Naomi Watts és Marton Csokas.
Az Amerikai Egyesült Államokban és Kanadában 2011. szeptember 30-án jelent meg az Universal Pictures forgalmazásában.
A film többnyire negatív értékeléseket kapott, és bevételi szempontból sem teljesített jól.

## Cselekmény
Egy elmebeteg férfi, Peter Ward (Daniel Craig) nemrég szabadult az elmegyógyintézetből, miután feleségét, Libbyt (Rachel Weisz) és a két kislányát brutálisan meggyilkolták a saját otthonukban. Nemsoká hazatér mostanra elhagyatott otthonába és elkezd egyedül élni az üres roskatag házban. Azt azonban elfelejtette, hogy felesége és a családja még mindig ott vannak, és minden rendben van. A szerető apa és férj azt hiszi, hogy az ő neve Will Atenton.
A szomszédja, Ann (Naomi Watts) látja, hogy teljesen egyedül él az elhagyatott házban, és hamarosan elkezdi ellenőrizgetni őt. Elmondja neki, hogy az ő neve Will, és itt él a feleségével és a lányaival. Ann tudja, hogy Peter családja meghalt, és látja, hogy a ház üresen áll. Azonnal rájön, hogy Peter még mindig őrült, viszont azt tudja, hogy hogyan kell kezelni ezt, majd nyugodtan visszamegy a házba. Időközben Peter elkezd képzelődni, hogy a lányait figyeli egy férfi a ház udvarán. Will rögtön elhiszi, hogy a férfi neve Peter Ward, aki követi a családját, majd elkezd több információt keresni róla. Fogalma sincs arról, hogy ő maga az igazi Peter Ward.
A kutatás arra kényszeríti, hogy menjen el az elmegyógyintézetbe, ahol régebben kezelték. Ott végül rájön, hogy ő maga Peter Ward, aki kitalált egy új identitást, annak érdekében, hogy megbirkózzon bánatával a családja halála miatt. Amikor még az elmegyógyintézetben tartózkodott, csinált egy új személyazonosságot, amit a csuklópántján lévő azonosító számok is mutatnak. (W1-1L 8-10-10 – WILL-A-TEN-TEN). Ismét visszatér a házába, és beszélget a feleségével és a lányaival, akikről immár tudja, hogy meghaltak. Az még mindig rejtély, hogy ki ölte meg Peter családját. Bár Peter mentálisan beteg, de azt tudja, hogy nem ő követte el a gyilkosságot. A szomszédja segítségével, Annel felfedezi, hogy egy Boyce (Elias Koteas) nevű helyi férfi betört a házába, és lelőtte Peter feleségét és lányait. Miután halálosan megsebesült Elizabeth, megpróbálta lelőne Boycet, de véletlenül Petert találta el, így Boycenak sikerült elmenekülnie.
Hamarosan Petert és Annt hirtelen megtámadja, Boyce és Ann exférje, Jack, aki elmondja Annek, hogy ő bérelte Boycet, hogy bosszút álljon rajta és megölje, amiért elvált. Nyilvánvalóan, Boyce rossz házat támadott meg, és véletlenül Peter családját ölte meg. Jack úgy dönt, hogy Annt és Petert leviszi a pincébe, és rájuk gyújtja a házat, ám Boyce-t viszont lelövi, a múltbéli kudarc miatt. Jack megpróbálja meggyújtani a tüzet, de Peter halott felesége megnyilvánul és felébreszti az eszméletlen Petert, majd eltereli Jack figyelmét. Peter leüti Jacket, így megmenti Annt, és elmenekülnek a házból. Jack amikor magához tér, azt látja, hogy a haldokló Boyce benzit önt ki a bosszúság miatt, majd fejbe lövi őt, de a benzin a tűzzel érintkezve felgyújtja Jacket.
Peter visszatér az égő házba, ahol szembesül a szellemcsaládjával, és bocsánatot kér tőlük. Peter nehezen tud a tűz elől menekülni, miután végül felfedezte az igazságot a múltjáról, és elfogadta a családja halálát. Kifelé menet, a lépcső alá elrejtett naplót kiszedi és magával viszi.
Egy évvel később, Peter visszatér New Yorkba, ahol kiadták a saját tapasztalatain alapuló világsikerű könyvét, az Álmok otthonát.

## Szereplők
| Színész        | Szerep                           | Magyar hang        |
| -------------- | -------------------------------- | ------------------ |
| Daniel Craig   | Will Atenton / Peter Ward        | Csankó Zoltán      |
| Rachel Weisz   | Libby Atenton / Elizabeth Ward   | Hámori Eszter      |
| Naomi Watts    | Ann Patterson                    | Kisfalvi Krisztina |
| Marton Csokas  | Jack Patterson                   | Haás Vander Péter  |
| Claire Geare   | Dee Dee Atenton / Katherine Ward | Koller Virág       |
| Taylor Geare   | Trish Atenton / Beatrice Ward    | Károlyi Lili       |
| Rachel G. Fox  | Chloe Patterson                  | Pekár Adrienn      |
| Mark Wilson    | Dennis Conklin                   | Kajtár Róbert      |
| Lynne Griffin  | Sadie                            | Koffler Gizella    |
| Elias Koteas   | Kapucnis férfi / Boyce           | Rosta Sándor       |
| Gregory Smith  | Artie                            | Szabó Máté         |
| Jane Alexander | Dr. Greeley                      | Andai Katalin      |
| Martin Roach   | Tommy                            | Papucsek Vilmos    |
| Joe Pingue     | Martin                           | Földi Tamás        |
| David Huband   | Nelson                           | Maday Gábor        |

## Fogadtatás
A Rotten Tomatoes weboldalon a film csupán 6%-os értékelést kapott, 82 vélemény alapján. A Metacritic 16 kritikus véleményét összegezve 35%-ra értékelte.